# Gabinete Siliņa
El gobierno Siliņa (en letón: Siliņa Ministru kabinets) es el actual gobierno de la República de Letonia desde el 15 de septiembre de 2023, bajo la 14 legislatura de la Saeima.
Está encabezado por la primera ministra Evika Siliņa parte de Nueva Unidad (JV). Sucede al Gabinete Kariņš II.

## Historia
Este gobierno está dirigido por la nueva primera ministra liberal-conservadora, Evika Siliņa, Ministra saliente de Bienestar Social. Está formado y apoyado por una coalición entre Nueva Unidad (JV), Los Progresistas (P) y la Unión de Verdes y Agricultures (ZZS). Juntos tienen 52 de 100 escaños, o 52% de escaños en la Saeima.
Se formó tras la dimisión del Gobierno Kariņš II, que estaba formado por una coalición entre Nueva Unidad, Lista Unida (AS) y Alianza Nacional (NA).

### Formación
Arturs Krišjānis Kariņš reveló su intención de dimitir el 14 de agosto de 2023, citando desacuerdos dentro de su coalición al apuntar a los dos aliados de su partido por su nombre. Dos días después, el consejo de Nueva Unidad apoyó unánimemente la candidatura de Evika Siliņa como candidata a la dirección del gobierno. Tras una entrevista el 24 de agosto con el Presidente de la República, Edgars Rinkēvičs, éste le encargó la creación de un nuevo ejecutivo.
El 1 de septiembre, 12 días después, reveló la composición del nuevo gobierno, en el que Nueva Unidad (JV) tenía siete ministerios, la Unión de Verdes y Agricultures (ZZS) cuatro y Los Progresistas (P) tres, siendo trasladado Arturs Krišjānis Kariņš al Ministerio de Asuntos Exteriores, que ejercía ese cargo de manera interina desde 8 de julio de 2023 tras la salida de Edgars Rinkēvičs que dejó el cargo para asumir como Presidente de Letonia.
El nuevo equipo ministerial obtuvo la confianza de los diputados el 15 de septiembre por 53 votos a favor, 39 votos en contra y 9 ausentes, beneficiándose del voto a favor de un diputado independiente además de los 52 diputados de la nueva coalición. Esta es la segunda vez, después de Laimdota Straujuma parte de Unidad, entre 2014 y 2016, que el gobierno letón está dirigido por una mujer.

## Apoyo parlamentario
| Cámara | Candidato    | Fecha                                                      | Voto | JV |    | AS | NA |   |    |   | Ind | Total  |
| ------ | ------------ | ---------------------------------------------------------- | ---- | -- | -- | -- | -- | - | -- | - | --- | ------ |
| Saeima | Evika Siliņa | 15 de septiembre de 2023 Mayoría simple requerida (51/100) | Sí   | 26 | 16 |    |    |   | 10 |   | 1   | 53/100 |
| Saeima | Evika Siliņa | 15 de septiembre de 2023 Mayoría simple requerida (51/100) | No   |    |    | 13 | 11 | 6 |    | 8 |     | 39/100 |
| Saeima | Evika Siliņa | 15 de septiembre de 2023 Mayoría simple requerida (51/100) | Abs. |    |    | 2  | 2  | 4 |    |   | 1   | 9/100  |

## Gabinete Ministerial
Nueva Unidad     Unión de Verdes y Agricultores     Progresistas

### Primera ministra de la República de Letonia
| Fotografía | Primera ministra | Período                  | Período     | Partido | Partido |
| Fotografía | Primera ministra | Inicio                   | Fin         | Partido | Partido |
| ---------- | ---------------- | ------------------------ | ----------- | ------- | ------- |
|            | Evika Siliņa     | 15 de septiembre de 2023 | En el cargo |         |         |

### Ministerios
| Ministerio                                       | Fotografía | Titular                 | Período                                         | Período               | Partido | Partido |
| Ministerio                                       | Fotografía | Titular                 | Inicio                                          | Fin                   | Partido | Partido |
| ------------------------------------------------ | ---------- | ----------------------- | ----------------------------------------------- | --------------------- | ------- | ------- |
| Agricultura                                      |            | Armands Krauze          | 15 de septiembre de 2023                        | En el cargo           |         |         |
| Administración Inteligente y Desarrollo Regional |            | Inga Bērziņa            | 15 de septiembre de 2023                        | 15 de junio de 2025   |         |         |
| Administración Inteligente y Desarrollo Regional |            | Rihards Kozlovskis      | 15 de junio de 2025                             | 19 de junio de 2025   |         |         |
| Administración Inteligente y Desarrollo Regional |            | Raimonds Čudars         | 19 de junio de 2025                             | En el cargo           |         |         |
| Asuntos Exteriores                               |            | Arturs Krišjānis Kariņš | 8 de julio de 2023 (del anterior Gobierno)      | 10 de abril de 2024   |         |         |
| Asuntos Exteriores                               |            | Evika Siliņa            | 10 de abril de 2024                             | 19 de abril de 2024   |         |         |
| Asuntos Exteriores                               |            | Baiba Braže             | 19 de abril de 2024                             | En el cargo           |         |         |
| Bienestar Social                                 |            | Uldis Augulis           | 15 de septiembre de 2023                        | 26 de febrero de 2025 |         |         |
| Bienestar Social                                 |            | Viktors Valainis        | 26 de febrero de 2025                           | 6 de marzo de 2025    |         |         |
| Bienestar Social                                 |            | Reinis Uzulnieks        | 6 de marzo de 2025                              | En el cargo           |         |         |
| Clima y Energía                                  |            | Kaspars Melnis          | 15 de septiembre de 2023                        | En el cargo           |         |         |
| Cultura                                          |            | Agnese Logina           | 15 de septiembre de 2023                        | 17 de junio de 2024   |         |         |
| Cultura                                          |            | Evika Siliņa            | 18 de junio de 2024                             | 20 de junio de 2024   |         |         |
| Cultura                                          |            | Agnese Lāce             | 20 de junio de 2024                             | En el cargo           |         |         |
| Defensa                                          |            | Andris Sprūds           | 15 de septiembre de 2023                        | En el cargo           |         |         |
| Economía                                         |            | Viktors Valainis        | 15 de septiembre de 2023                        | En el cargo           |         |         |
| Educación y Ciencia                              |            | Anda Čakša              | 14 de diciembre de 2022 (del anterior Gobierno) | 26 de febrero de 2025 |         |         |
| Educación y Ciencia                              |            | Arvils Ašeradens        | 26 de febrero de 2025                           | 6 de marzo de 2025    |         |         |
| Educación y Ciencia                              |            | Dace Melbārde           | 6 de marzo de 2025                              | En el cargo           |         |         |
| Finanzas                                         |            | Arvils Ašeradens        | 14 de diciembre de 2022 (del anterior Gobierno) | En el cargo           |         |         |
| Interior                                         |            | Rihards Kozlovskis      | 15 de septiembre de 2023                        | En el cargo           |         |         |
| Justicia                                         |            | Inese Lībiņa-Egnere     | 14 de diciembre de 2022 (del anterior Gobierno) | En el cargo           |         |         |
| Salud                                            |            | Hosams Abu Meri         | 15 de septiembre de 2023                        | En el cargo           |         |         |
| Transporte                                       |            | Kaspars Briškens        | 15 de septiembre de 2023                        | 26 de febrero de 2025 |         |         |
| Transporte                                       |            | Agnese Lāce             | 26 de febrero de 2025                           | 6 de marzo de 2025    |         |         |
| Transporte                                       |            | Atis Švinka             | 6 de marzo de 2025                              | En el cargo           |         |         |